# いつかの夢のゆくところ
『いつかの夢のゆくところ』（いつかのゆめのゆくところ）とは、日本のシンガーソングライターeddaの2作目のフル・アルバム。2020年2月19日にColourful Recordsより発売。

## 概要
前作『からくり時計とタングの街』より約1年3か月ぶりのリリース。
本作は「忘れられた夢の集まる館」を舞台とした作品で、配信限定シングルとして3か月連続でリリースされた楽曲を含むを全11曲を収録。初回限定盤と通常盤の2形態で発売され、初回限定盤に付属のDVDには多数のクリエイターと共同制作した短編アニメーション作品を収録している。

## 収録内容
| #         | タイトル                 | 作詞               | 作曲               | 編曲         | 時間  |
| --------- | ------------------------ | ------------------ | ------------------ | ------------ | ----- |
| 1.        | 「こもりうた」           | edda               | edda               | 半田彬倫     | 1:28  |
| 2.        | 「夢日記」               | edda               | edda               | 湯浅篤       | 3:25  |
| 3.        | 「ポルターガイスト」     | edda               | edda               | 湯浅篤       | 3:25  |
| 4.        | 「時をかけ飽きた少女」   | 郷拓郎             | 郷拓郎             | detune.      | 3:15  |
| 5.        | 「Alice in...」          | edda               | edda               | 齋藤優輝     | 3:27  |
| 6.        | 「イマジナリーフレンド」 | edda               | edda               | 湯浅篤       | 3:16  |
| 7.        | 「ルンペル」             | edda・ミワコウダイ | edda・ミワコウダイ | ミワコウダイ | 3:32  |
| 8.        | 「戯曲」                 | edda               | ミワコウダイ       | ミワコウダイ | 3:45  |
| 9.        | 「雨の街」               | edda               | ミワコウダイ       | detune.      | 4:17  |
| 10.       | 「リブート」             | edda               | edda               | 湯浅篤       | 3:13  |
| 11.       | 「バク」                 | edda               | edda               | ササノマリイ | 3:25  |
| 合計時間: | 合計時間:                | 合計時間:          | 合計時間:          | 合計時間:    | 36:28 |

| #  | タイトル                              | 作詞 | 作曲・編曲 | クリエイター                                              |
| -- | ------------------------------------- | ---- | ---------- | --------------------------------------------------------- |
| 1. | 「雨の街」(Short Movie)               |      |            | しばたたかひろ (アニメーション監督)                       |
| 2. | 「ポルターガイスト」(Short Movie)     |      |            | ギブミ〜!トモタカ (アニメーション監督)                    |
| 3. | 「イマジナリーフレンド」(Short Movie) |      |            | イケガミヨリユキ (イラスト) 田中涼子 (アニメーション監督) |
| 4. | 「時をかけ飽きた少女」(Music Video)   |      |            | 若林萌 (アニメーション監督)                               |

## 曲の解説
1. こもりうた
本作の流れ（後述）における、夢の導入にあたる楽曲[5]。
2. 夢日記
原型は2013年から2014年までに存在しており、当初は「夢日記をつけていくなかで、頭がおかしくなっていく」という楽曲だった[5]。
3. ポルターガイスト
3ヶ月連続リリースの第2弾配信シングル[6]。
4. 時をかけ飽きた少女
5. Alice in...
eddaが好んでいる『不思議の国のアリス』を題材とした楽曲で、メロディや歌詞よりも先に拍子が決められた[7]。
6. イマジナリーフレンド
3ヶ月連続リリースの第3弾配信シングル[8]。
7. ルンペル
8. 戯曲
「マシーンが作る戯曲どおりに人々が生活している世界」を舞台とした楽曲[5]。
9. 雨の街
3ヶ月連続リリースの第1弾配信シングル[9]。
10. リブート
11. バク
本作の位置づけについて、「“こもりうた”という導入から始まり、すべての夢が最終的に“バク”のもとに集まって、そこで温かく保管されているという流れ」と語っている[5]。
本作の発売に先駆け、2月12日に先行配信された。また若林萌が制作した全編アニメーションのミュージック・ビデオが存在するが[10]、本作のDVDには未収録となっている。